# Diócesis de Lokoja
La diócesis de Lokoja (en latín: Dioecesis Lokoiana y en inglés: Roman Catholic Diocese of Lokoja) es una circunscripción eclesiástica de la Iglesia católica en Nigeria. Se trata de una diócesis latina, sufragánea de la arquidiócesis de Abuya. Desde el 11 de noviembre de 2005 su obispo es Martin Dada Abejide Olorunmolu.

## Territorio y organización
La diócesis tiene 24 750 km² y extiende su jurisdicción sobre los fieles católicos de rito latino residentes en el estado de Kogi.
La sede de la diócesis se encuentra en la ciudad de Lokoja, en donde se halla la Catedral de la Inmaculada Concepción.
En 2021 en la diócesis existían 43 parroquias.

## Historia
La prefectura apostólica de Kabba fue erigida el 21 de febrero de 1955 con la bula Illa suavissime del papa Pío XII, derivando el territorio de las diócesis de Ciudad de Benín y Kaduna (hoy ambas arquidiócesis) y de la prefectura apostólica de Oturkpo (hoy diócesis de Makurdi).
El 6 de julio de 1964, con la bula Sacra summi del papa Pablo VI, la prefectura apostólica de Kabba fue elevada a diócesis, que el 5 de mayo de 1965 asumió su actual nombre de diócesis de Lokoja.
El 26 de septiembre de 1968 la diócesis cedió una parte de su territorio para la erección de la prefectura apostólica de Idah (hoy diócesis de Idah) mediante la bula A Iesu Christo del papa Pablo VI.
Originalmente sufragánea de la arquidiócesis de Kaduna, pasó a formar parte de la provincia eclesiástica de Abuya el 26 de marzo de 1994.

## Estadísticas
Según el Anuario Pontificio 2022 la diócesis tenía a fines de 2021 un total de 45 150 fieles bautizados.
| Año                                                                             | Población            | Población | Población      | Sacerdotes | Sacerdotes    | Sacerdotes    | Bautizados por sacerdote | Diáconos permanentes | Religiosos | Religiosos | Parroquias |
| Año                                                                             | Bautizados católicos | Total     | % de católicos | Total      | Clero secular | Clero regular | Bautizados por sacerdote | Diáconos permanentes | Varones    | Mujeres    | Parroquias |
| ------------------------------------------------------------------------------- | -------------------- | --------- | -------------- | ---------- | ------------- | ------------- | ------------------------ | -------------------- | ---------- | ---------- | ---------- |
| 1969                                                                            | 12 514               | 650 000   | 1.9            | 16         | 2             | 14            | 782                      |                      | 14         | 8          | 9          |
| 1980                                                                            | 24 221               | 1 095 000 | 2.2            | 15         | 8             | 7             | 1614                     | 4                    | 7          | 12         | 10         |
| 1990                                                                            | 32 730               | 1 061 000 | 3.1            | 14         | 10            | 4             | 2337                     | 4                    | 4          | 32         | 11         |
| 1999                                                                            | 35 792               | 1 388 000 | 2.6            | 27         | 26            | 1             | 1325                     | 4                    | 1          | 27         | 15         |
| 2000                                                                            | 36 507               | 1 465 530 | 2.5            | 27         | 26            | 1             | 1352                     | 4                    | 1          | 33         | 15         |
| 2001                                                                            | 38 044               | 1 349 010 | 2.8            | 27         | 26            | 1             | 1409                     | 4                    | 1          | 36         | 16         |
| 2002                                                                            | 38 978               | 1 624 590 | 2.4            | 31         | 30            | 1             | 1257                     | 4                    | 1          | 39         | 17         |
| 2003                                                                            | 39 952               | 1 734 264 | 2.3            | 33         | 29            | 4             | 1210                     | 4                    | 4          | 43         | 16         |
| 2004                                                                            | 36 507               | 1 465 530 | 2.5            | 37         | 35            | 2             | 986                      | 4                    | 2          | 35         | 15         |
| 2013                                                                            | 32 843               | 1 797 000 | 1.8            | 58         | 51            | 7             | 566                      | 3                    | 7          | 35         | 36         |
| 2016                                                                            | 34 340               | 1 917 000 | 1.8            | 58         | 54            | 4             | 592                      | 2                    | 4          | 31         | 39         |
| 2019                                                                            | 43 450               | 3 356 400 | 1.3            | 59         | 56            | 3             | 736                      | 2                    | 3          | 51         | 41         |
| 2021                                                                            | 45 150               | 3 553 870 | 1.3            | 64         | 61            | 3             | 705                      | 1                    | 3          | 34         | 43         |
| Fuente: Catholic-Hierarchy, que a su vez toma los datos del Anuario Pontificio. |                      |           |                |            |               |               |                          |                      |            |            |            |

## Episcopologio
- Auguste Delisle, C.S.Sp. † (27 de mayo de 1955-30 de julio de 1972 renunció)
- Alexius Obabu Makozi (30 de julio de 1972-31 de agosto de 1991 nombrado obispo de Port Harcourt)
- Joseph Sunday Ajomo † (6 de marzo de 1992-21 de junio de 2004 falleció)
- Martin Dada Abejide Olorunmolu, desde el 11 de noviembre de 2005